# Oscar Dietz
Oscar Dietz (* 6. August 2000 in Kopenhagen) ist ein dänischer Schauspieler und Synchronsprecher. Bekannt ist er für seine Verkörperung des Pelle Nøhrmann in den Antboy-Verfilmungen.

## Filmografie
- 2013: Antboy – Der Biss der Ameise
- 2014: Antboy – Die Rache der Red Fury
- 2014: Die Abenteuer von Mr. Peabody & Sherman (dänische Sprechrolle)
- 2015: Albert (Synchronsprecher)
- 2016: Antboy – Superhelden hoch 3